# 문덕초등학교 (전남)
문덕초등학교는 대한민국 전라남도 보성군 문덕면 봉정리에 있는 공립 초등학교이다.

## 학교 연혁
- 1926년 10월 16일 문덕공립보통학교 개교
- 1938년 4월 1일 문덕공립심상소학교로 교명 변경
- 1941년 4월 1일 문덕공립국민학교로 교명 변경
- 1949년 12월 31일 문덕국민학교로 개칭
- 1981년 3월 10일 병설유치원 개원
- 1990년 10월 16일 주암호 조성으로 교사 신축 이설 (봉정리)
- 1993년 3월 1일 용암분교장舊 문전국민학교 편입
- 1996년 3월 1일 문덕초등학교로 개칭
- 1999년 3월 1일 용암분교장 본교 통합
- 2021년 9월 1일 제30대 박선희 교장 부임
- 2022년 2월 11일 제95회 졸업(총 4,201명)

## 학교 상징
- 교화 - 개나리 : 희망과 전진
- 교목 - 향나무 : 굳건한 기상
- 교색 - 녹색 : 맑고 푸른 꿈

## 참고 자료
- 문덕초등학교 - 한국교육학술정보원 학교알리미